# Basis (lineaire algebra)
In de lineaire algebra is een basis van een vectorruimte een verzameling van lineair onafhankelijke vectoren die de vectorruimte opspannen. Een element uit een basis wordt een basisvector genoemd. Voor een gegeven basis is iedere vector uit de vectorruimte een eenduidige eindige lineaire combinatie van de basisvectoren. De coëfficiënten van deze lineaire combinatie heten de coördinaten van de vector ten opzichte van de gegeven basis. Intuïtief beschouwd is een basis een zo klein mogelijke verzameling vectoren die de hele vectorruimte opspannen. Een vectorruimte heeft in het algemeen verschillende mogelijke bases. Ter onderscheiding van andere typen basis, die overigens meestal alleen bij oneindigdimensionale vectorruimten verschillen, wordt de hier gedefinieerde basis ook hamelbasis, naar Georg Hamel, genoemd.
Onder de veronderstelling van de geldigheid van het keuzeaxioma heeft iedere vectorruimte een basis. Elke basis heeft dezelfde kardinaliteit. Een vectorruimte heet oneindigdimensionaal als {\displaystyle B} uit oneindig veel vectoren bestaat.

## Definitie
Binnen een vectorruimte {\displaystyle V} over een lichaam (Ned) / veld (Be) {\displaystyle K} wordt een stelsel vectoren {\displaystyle \{v_{1},v_{2},\ldots ,v_{n}\}} een basis van {\displaystyle V} genoemd, indien dit stelsel vectoren voldoet aan de volgende twee voorwaarden:
1. De vectoren {\displaystyle v_{1},v_{2},\ldots ,v_{n}} zijn lineair onafhankelijk in {\displaystyle V}, of anders gezegd: een basis is een vrij deel van {\displaystyle V}.
2. Het stelsel is volledig, wat inhoudt dat iedere vector {\displaystyle v\in V} een lineaire combinatie is van de vectoren {\displaystyle v_{1},v_{2},\ldots ,v_{n}}, of anders gezegd: de vectoren van een basis van een vectorruimte {\displaystyle V} spannen {\displaystyle V} op.

Omdat de vectoren in een basis lineair onafhankelijk zijn, is de bovengenoemde lineaire combinatie uniek. Bij elk element {\displaystyle v\in V} zijn er dus eenduidig bepaalde getallen, scalairen {\displaystyle \alpha _{1},\alpha _{2},\ldots ,\alpha _{n}\in K} te vinden, zodat:
{\displaystyle v=\alpha _{1}v_{1}+\alpha _{2}v_{2}+\ldots +\alpha _{n}v_{n}}
De getallen {\displaystyle \alpha _{1},\alpha _{2},\ldots ,\alpha _{n}} heten de coördinaten van de vector {\displaystyle v} ten opzichte van de basis {\displaystyle \{v_{1},v_{2},\ldots ,v_{n}\}}.
Als er een eindige basis als boven bestaat, kan worden bewezen dat elke basis van de vectorruimte uit hetzelfde aantal vectoren bestaat. Dit aantal is dus op te vatten als een eigenschap van de vectorruimte en wordt de dimensie genoemd. Zo'n vectorruimte heet eindigdimensionaal.
Als de dimensie van een vectorruimte {\displaystyle n} is, bevat elk voortbrengend deel ten minste {\displaystyle n} vectoren en een vrij deel ten hoogste {\displaystyle n} vectoren. Bevat een voortbrengend deel of een vrij deel precies {\displaystyle n} vectoren, dan vormen deze een basis van die vectorruimte.

## Voorbeelden
De vectoren (1,0) en (0,1) vormen een basis voor {\displaystyle \mathbb {R} ^{2}}, de basis van eenheidsvectoren. Deze basis is een orthonormale basis. Ook de vectoren (1,3) en (2,3) vormen een basis, zoals trouwens elk tweetal lineair onafhankelijke vectoren. 
Een minder triviaal voorbeeld 
{\displaystyle \{1,{\sqrt {3}}\}}
is een basis voor de vectorruimte 
{\displaystyle \mathbb {Q} ({\sqrt {3}})=\{q+r{\sqrt {3}}\mid q,r\in \mathbb {Q} \}} over {\displaystyle \mathbb {Q} }.

## Orthogonaliteit
Voor vectorruimten over het scalairenlichaam {\displaystyle \mathbb {R} } of {\displaystyle \mathbb {C} } bestaat de notie van een inproduct. Men noemt twee vectoren die verschillend zijn van de nulvector, orthogonaal of loodrecht als hun inproduct nul is. Een eenheidsvector is een vector waarvan het inproduct met zichzelf 1 bedraagt.
Een orthogonale basis is een basis waarvan de vectoren onderling loodrecht zijn. Een orthonormale basis is een orthogonale basis die uit eenheidsvectoren bestaat. In een eindigdimensionale vectorruimte met een scalair product kan men uit een gegeven basis met behulp van de gram-schmidtmethode een orthonormale basis distilleren. Het is met deze methode ook in een oneindigdimensionale separabele Hilbertruimte mogelijk om een Schauderbasis orthonormaal te maken.

## Geordende basis
Een basis op zich is een verzameling vectoren, zonder ordening. In veel gevallen is het gewenst de beschikking te hebben over een geordende basis, zodat van de eerste of de tweede basisvector kan worden gesproken. Dan liggen ook de coördinaten ten opzichte van die basis vast als een rij getallen. Een geordende basis is een rij vectoren die een basis vormen. Ze wordt voor eindige dimensies genoteerd als
{\displaystyle (b_{1},b_{2},\ldots ,b_{n})} of {\displaystyle \{b_{i}\mid i=1,2,\ldots ,n\}}
Ook notaties als
{\displaystyle (b_{1},b_{2},\ldots ),\{b_{i}\mid i\in I\}} en {\displaystyle (b_{i})_{i\in I}},
met index-verzameling {\displaystyle I} worden gebruikt, die ook voor niet-eindige dimensies geschikt zijn.

## Overige
- In het geval van een oneindigdimensionale vectorruimte wordt een basis zoals hierboven gedefinieerd wel als hamelbasis aangeduid. Dit ter onderscheiding van anders gedefinieerde bases. Een (hamel)basis van een oneindigdimensionale banachruimte is overaftelbaar.

- In sommige soorten oneindigdimensionale vectorruimten, met name banachruimten, wordt ook een ander type basis, schauderbasis genaamd, gedefinieerd. Een schauderbasis bestaat uit een mogelijk oneindige rij vectoren zodanig dat iedere vector een unieke norm-convergente reeksontwikkeling heeft ten opzichte van die rij. Voor eindige dimensie vallen de begrippen hamelbasis en schauderbasis samen.

- Men kan het begrip basis op dezelfde manier definiëren voor een moduul over een commutatieve ring, maar niet ieder moduul heeft een basis.